# Tubulopatie
W nefrologii tubulopatiami nazywa się grupę rzadkich chorób, których wspólnym mianownikiem jest upośledzenie czynności resorpcyjnej lub wydzielniczej cewek nerkowych, przy prawidłowym lub tylko nieznacznie zmniejszonym przesączaniu kłębkowym.

## Podział
W zależności od etiologii tubulopatie dzieli się na:
- wrodzone
- nabyte

W zależności od lokalizacji patologii rozróżnia się:
- tubulopatie proksymalne
  - aminoacyduria
  - glikozuria
- tubulopatie dystalne
  - moczówka nerkowa

Ze względu na mechanizm powstania rozróżnia się:
- tubulopatie pierwotne – zależne od pierwotnego defektu nefronu
- wtórne – pojawiające się w wyniku chorób ogólnoustrojowych np. zatrucia ołowiem  lub nefrotoksycznego działania leków